# WTA-ranglijsten
De WTA-ranglijsten zijn drie rangschikkingen voor tennisspeelsters. De WTA Tour Rankings Enkelspel, de Road to the WTA Tour Championships (eveneens enkelspel) en de WTA Tour Rankings Dubbelspel. Deze ranglijsten worden elke maandag (behalve tijdens een grandslamtoernooi) bijgewerkt door de Women's Tennis Association.
De ranglijsten worden samengesteld door middel van het combineren van de resultaten die de speelsters behalen op de toernooien die in de loop van het seizoen worden gespeeld op de WTA-tour én in het ITF-circuit. De Road to the WTA Tour Championships begint ieder kalenderjaar op 1 januari aan een nieuw klassement en geeft zodoende de speelster weer die tot dan toe de beste prestatie in het kalenderjaar heeft geleverd. De WTA-tour plaatsingslijst daarentegen telt continu door. Hier vallen wekelijks punten weg die er 52 weken geleden zijn verdiend – de speelster dient vervolgens hetzelfde aantal punten te halen of te verbeteren om haar plaats op de ranglijst te behouden of te verbeteren. Deze laatste lijst wordt gebruikt bij het opmaken van de plaatsingsschema's wanneer er voor een toernooi geloot wordt. Naarmate het jaar vordert, zullen deze twee lijsten steeds meer naar elkaar toe trekken aangezien de grens van 1 jaar tennis steeds dichter bij elkaar komt.